# Công chúa hạt cát
Công chúa hạt cát (tiếng Thái: เจ้าหญิงเม็ดทราย; RTGS: Chao Ying Met Sai, còn được biết tới với tên tiếng Anh: The Sand Princess) là một bộ phim truyền hình Thái Lan phát sóng năm 2019 với sự tham gia của Pimchanok Luevisadpaibul (Baifern), Worrawech Danuwong (Dan) và Chutavuth Pattarakampol (March).
Bộ phim được sản xuất bởi GMMTV và On & On Infinity. Đây là một trong mười ba dự án phim truyền hình cho năm 2019 được GMMTV giới thiệu trong sự kiện "Wonder Th13teen" vào ngày 5 tháng 11 năm 2018. Bộ phim được phát sóng vào lúc 21:25 (ICT), thứ Bảy và Chủ nhật trên GMM 25 và phát lại vào 23:00 (ICT) cùng ngày trên LINE TV, bắt đầu từ ngày 24 tháng 8 năm 2019. Bộ phim kết thúc vào ngày 6 tháng 10 năm 2019.

## Diễn viên
Dưới đây là dàn diễn viên của bộ phim:

### Diễn viên chính
- Pimchanok Luevisadpaibul (Baifern) vai Kodnipa (Kod)
- Worrawech Danuwong (Dan) vai Kirakorn (Ki)
- Chutavuth Pattarakampol (March) vai Jirapat (Ji)

### Diễn viên phụ
- Weerayut Chansook (Arm) vai Wanchot (Chot)
- Alysaya Tsoi (Alice) vai Meaw
- Maneerat Kam-Uan (Ae) vai Puang Petch (thư ký của Ji)
- Leo Saussay vai Jae
- Korn Khunatipapisiri (Oaujun) vai Chon
- Duangta Toongkamanee vai dì của Ji và Ki
- Virahya Pattarachokchai (Gina) vai Aff
- Trin Settachoke
- Narumon Phongsupan vai Ladda

### Khách mời
- Supoj Janjareonborn (Lift) vai bố của Ji và Ki
- Jirakit Thawornwong (Mek) vai Boom

## Nhạc phim
| Tên bài hát                                    | Thể hiện                           | Ref.  |
| ---------------------------------------------- | ---------------------------------- | ----- |
| เจ้าหญิงของใครสักคน (Jao Ying Kaung Krai Suk Kon) | Kulamas Limpawutwaranon (Knomjean) | [ 6 ] |
| รักหลับ (Rak Rub)                                | Worrawech Danuwong (Dan)           | [ 7 ] |

## Phát sóng tại nước ngoài
- Philippines - Vào ngày 1 tháng 1 năm 2021, GMA Network thông báo rằng họ đã mua bản quyền phim The Sand Princess, là một trong các dự án đặt mua cho năm 2021 cho khối The Heart of Asia.[8] Bộ phim phát sóng từ thứ Hai đến thứ Năm, lúc 22:20 (PST) từ ngày 2 tháng 8 đến 16 tháng 9 năm 2021.